# Mozaika

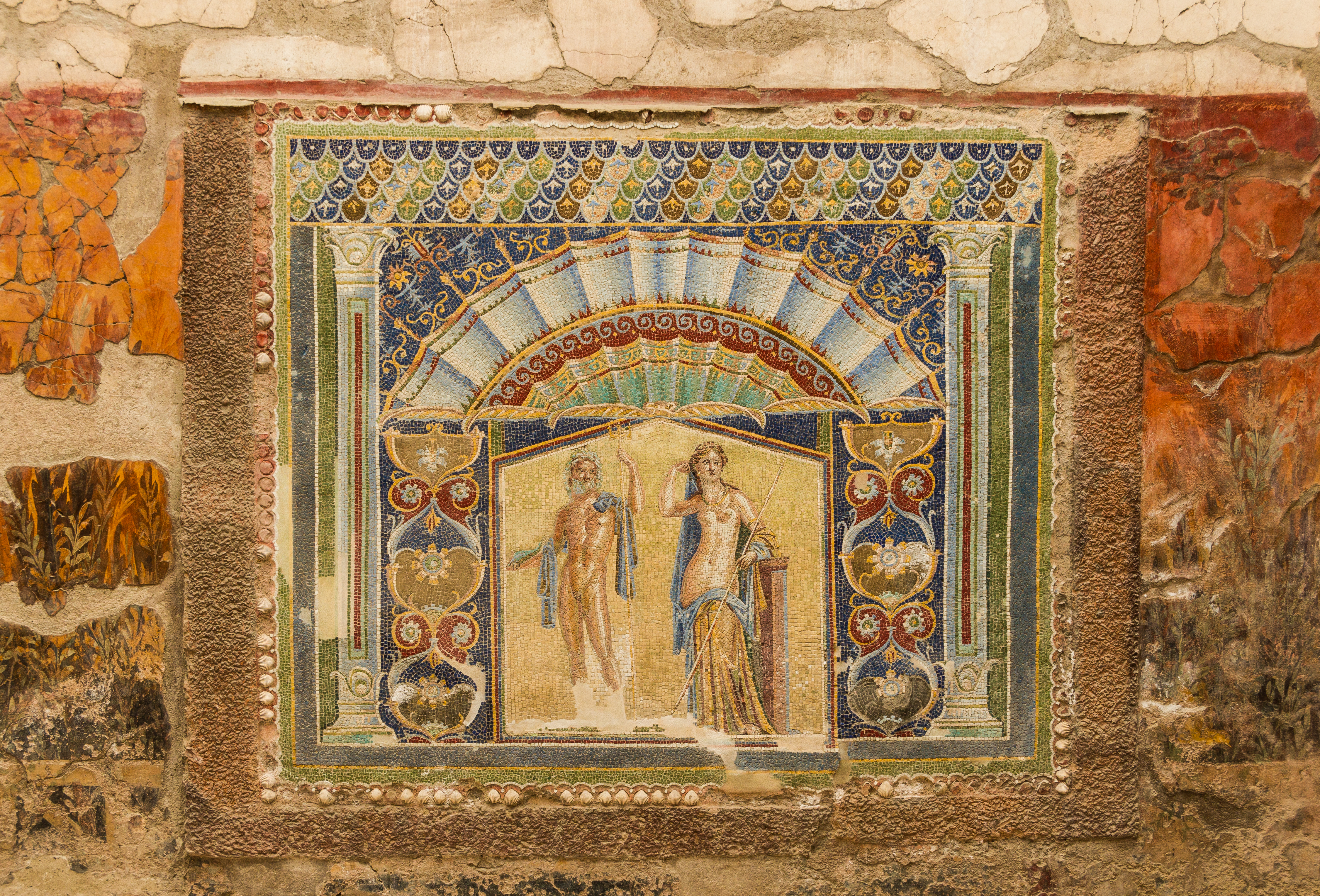
Mozaika w Herkulanum

Mozaika – dekoracja w postaci ornamentu lub obrazu, wykonana z drobnych, o różnej kolorystyce (dwu- lub wielobarwne), fakturze i kształcie kamyczków, kawałków szkła lub ceramiki. Elementy są przyklejone do podłoża przez ułożenie na niezwiązanej zaprawie, wapiennej, cementowej lub żywicy pochodzenia roślinnego (mastyks z drzewa pistacji kleistej). Stosowana jest do zdobienia posadzek, ścian, kopuł, sklepień, apsyd w budownictwie sakralnym i świeckim, mebli (zwłaszcza blatów stołów, sepetów, biurek).
Technika znana była już w starożytności. Najstarsze, znalezione pochodzą sprzed pięciu tysięcy lat (Uruk). W starożytnej Grecji pierwsze mozaiki układano z otoczaków znalezionych na brzegach rzek i morza. Technika ta zwana była opus barbaricum. Mozaiki miały kolorystykę biało-czarną z mniejszymi polami żółtymi, brązowymi i czerwonymi. W okresie hellenistycznym stosowano technikę opus segmentatum, polegającą na zastosowaniu odpadów kamiennych powstałych przy pracach rzeźbiarskich i kamieniarskich.
Kolejnym krokiem było zastosowanie regularnych płytek, kostek (tessera) z marmuru i innych kamieni, nawet kamieni szlachetnych, kamieni półszlachetnych, złota. Chcąc jak najdokładniej odwzorować obraz używano niejednokrotnie bardzo małych elementów, nawet o krawędzi 1 mm. Technika ta znana była pod nazwą opus vermiculatum (łac. vermis – robak). Do czasów współczesnych zachowały się mozaiki w Pompejach, będące przykładem zastosowania tej techniki. Mozaiki były używane w sztuce wczesnochrześcijańskiej i bizantyjskiej, a także sztuce islamu. W niektórych miejscach tradycja zdobień mozaiką przetrwała do XIX w., np. w bazylice św. Marka w Wenecji.

## Galeria

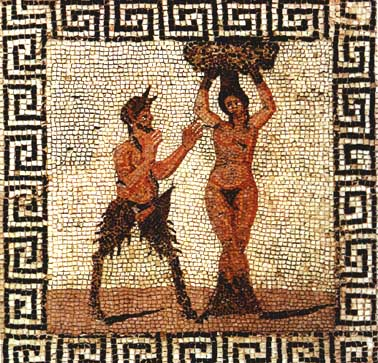
Mozaika przedstawiająca Pana i Hamadriadę – Pompeje
Mozaika na fasadzie katedry w Pradze
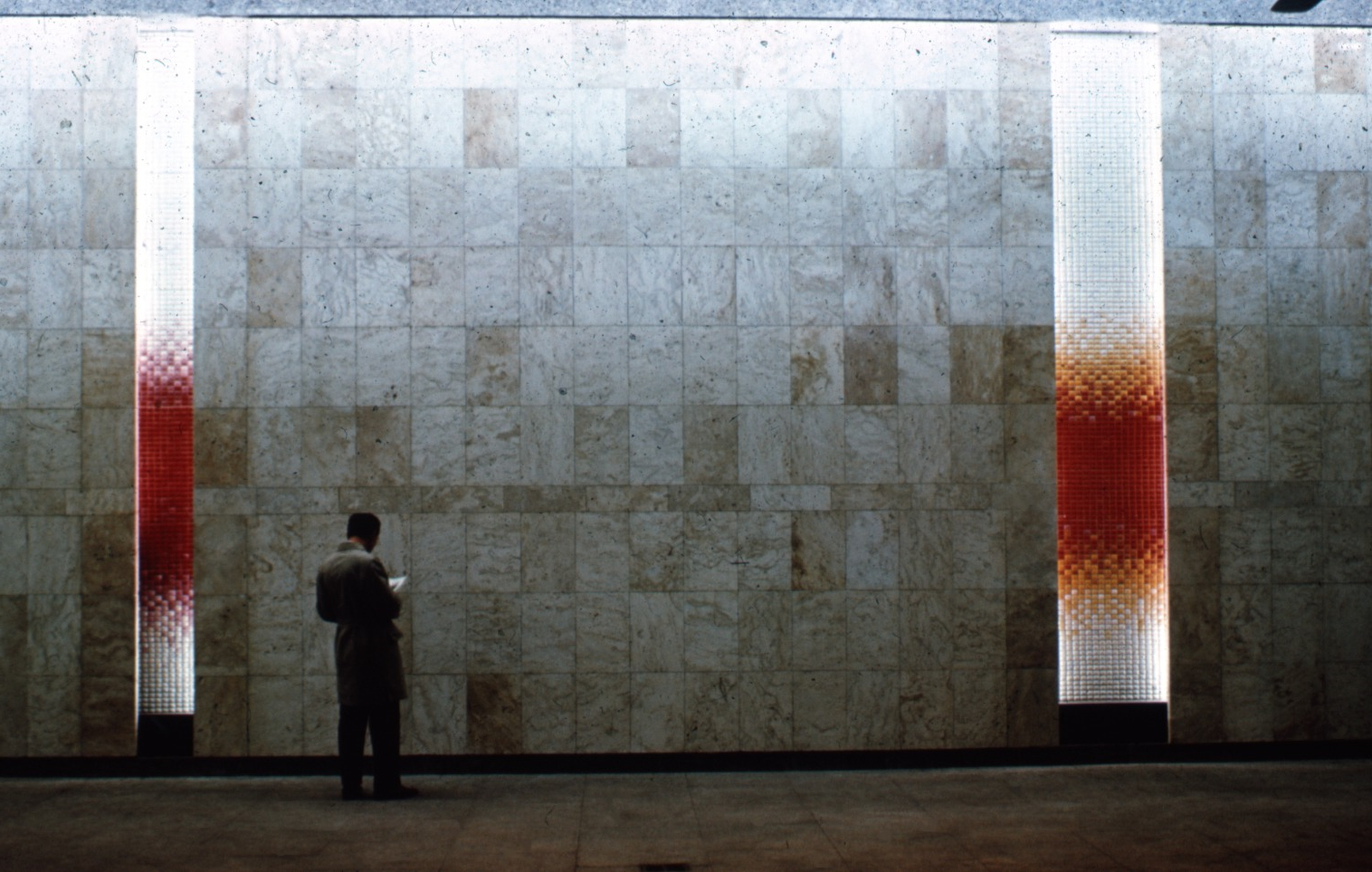
Mozaiki ceramiczne w stylu op-art na trawertynie autorstwa Wojciecha Fangora na dworcu kolejowym Warszawa Śródmieście (1963)
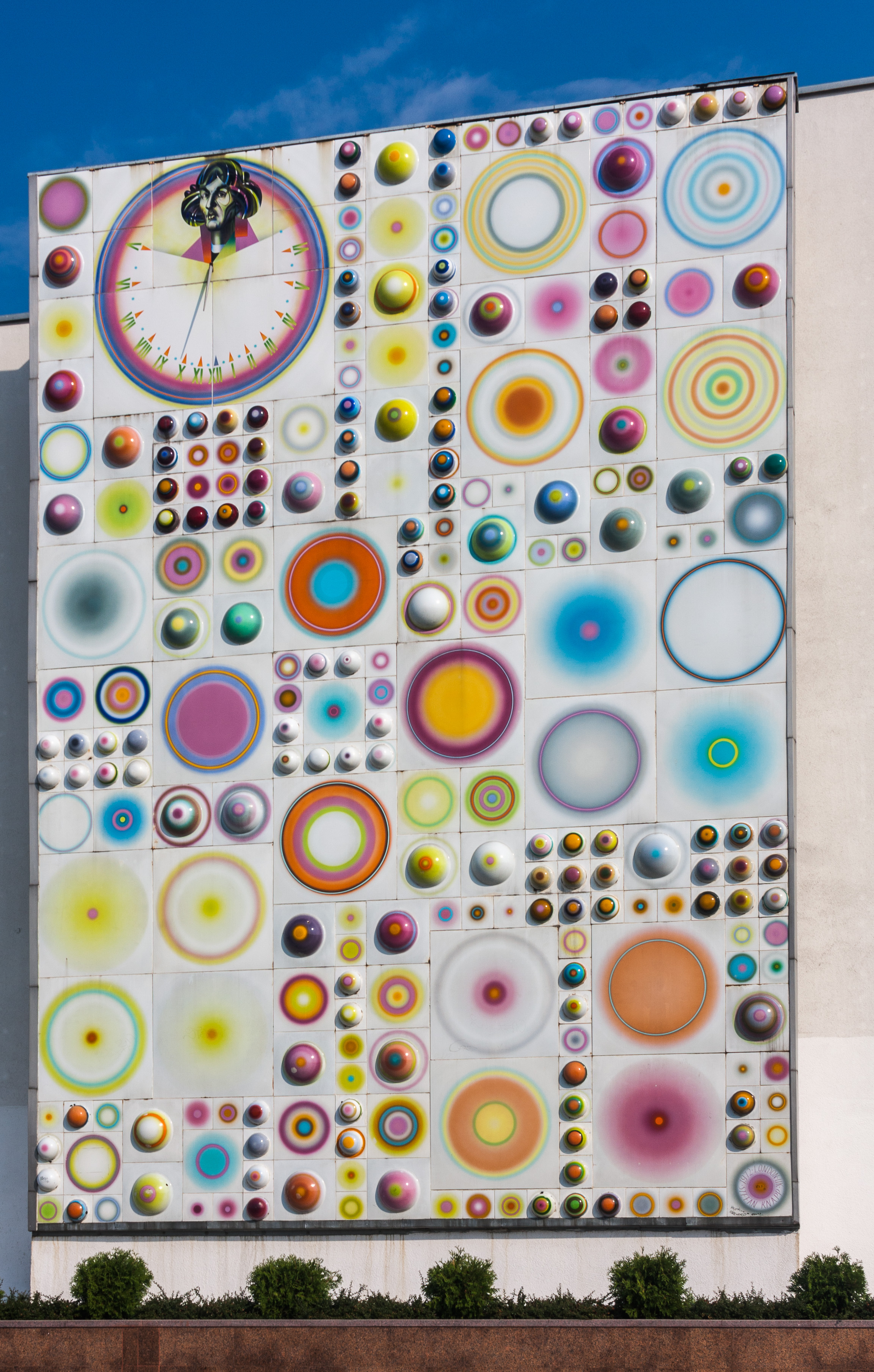
Fasada budynku Uniwersytetu Mikołaja Kopernika w Toruniu ozdobiona mozaiką wykonaną techniką emalii przez Stefana Knappa w 1972
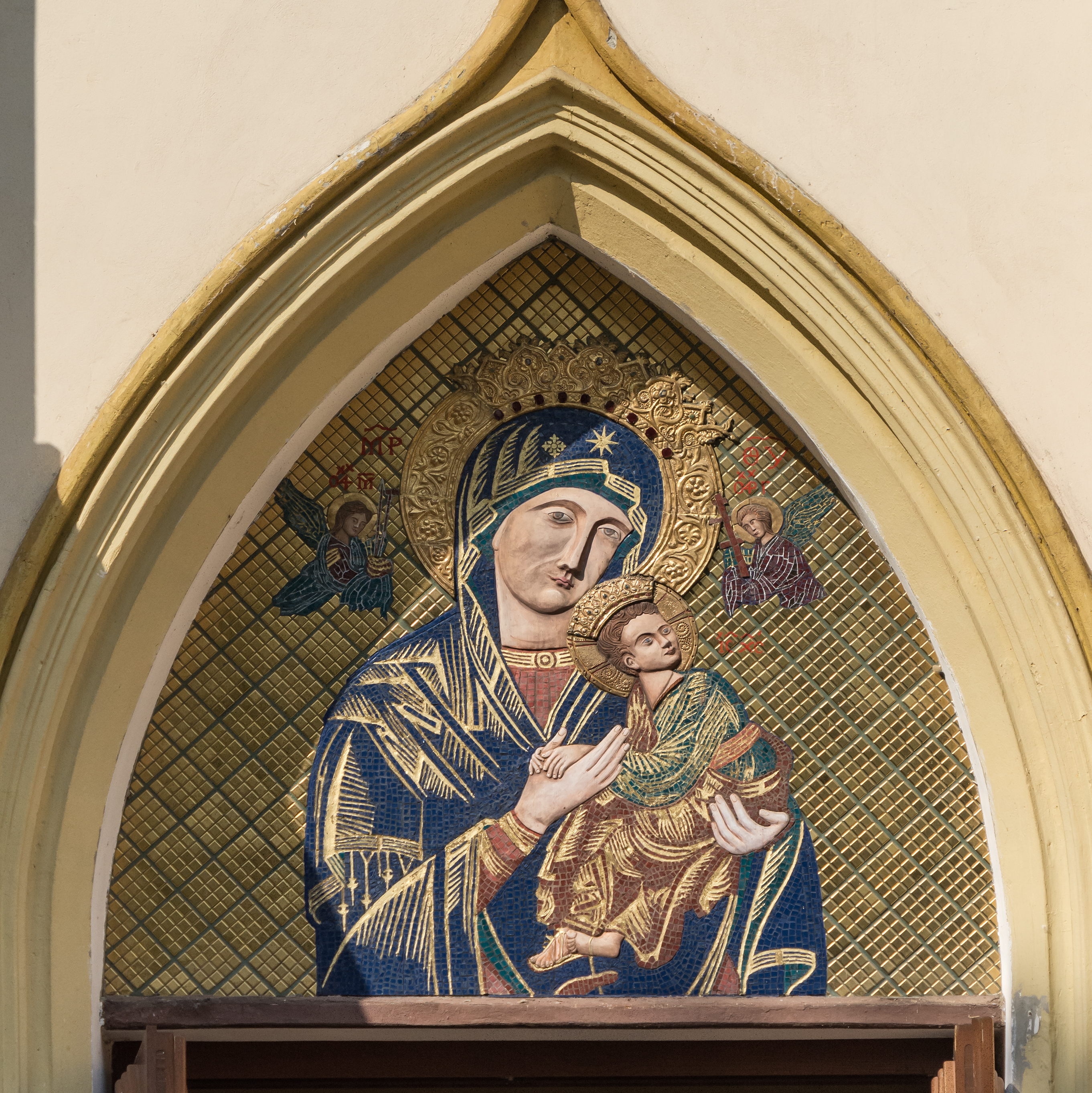
Mozaika na kościele Wniebowzięcia Najświętszej Maryi Panny w Przecławiu
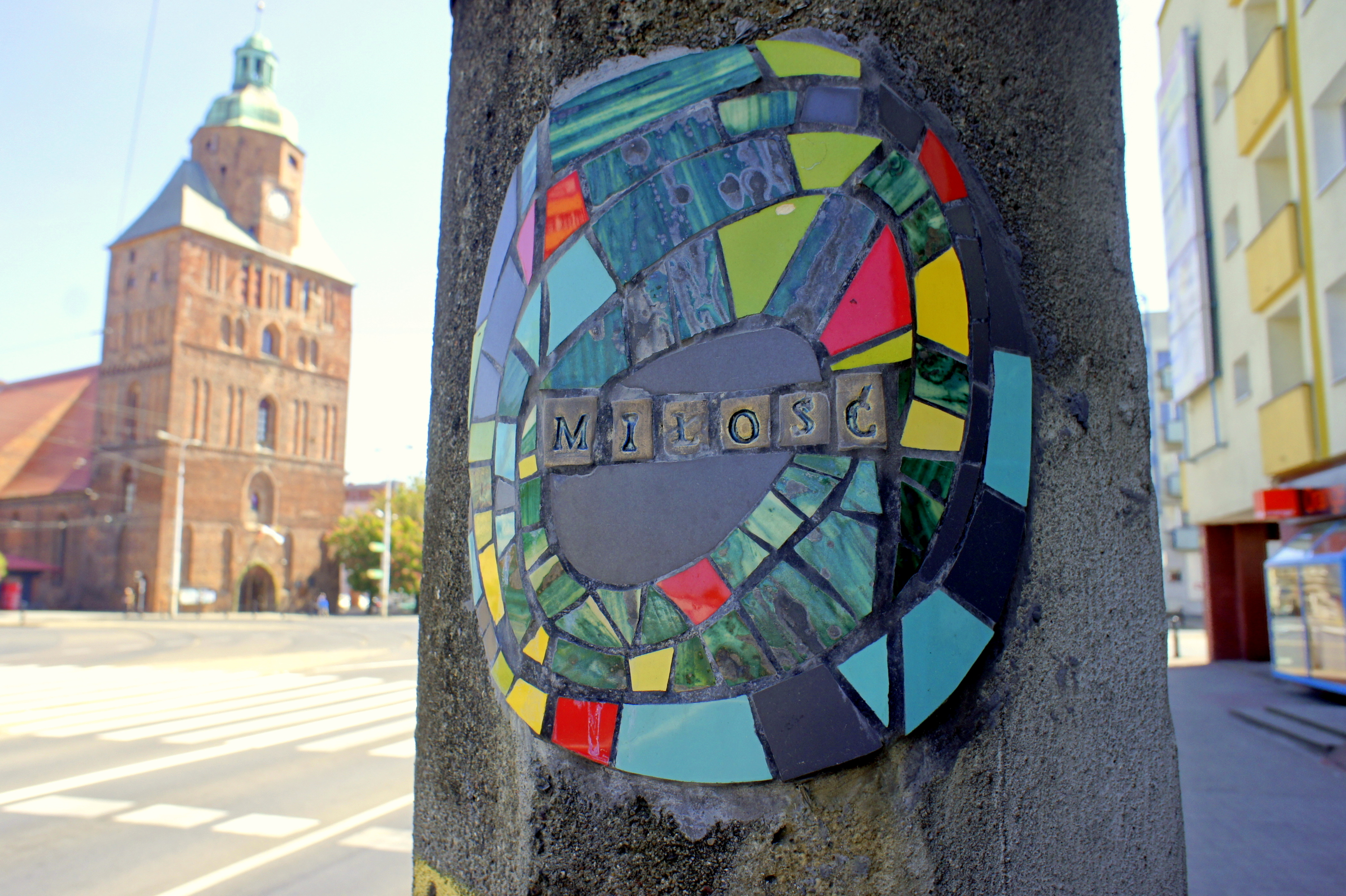
Na słupie trakcji tramwajowej
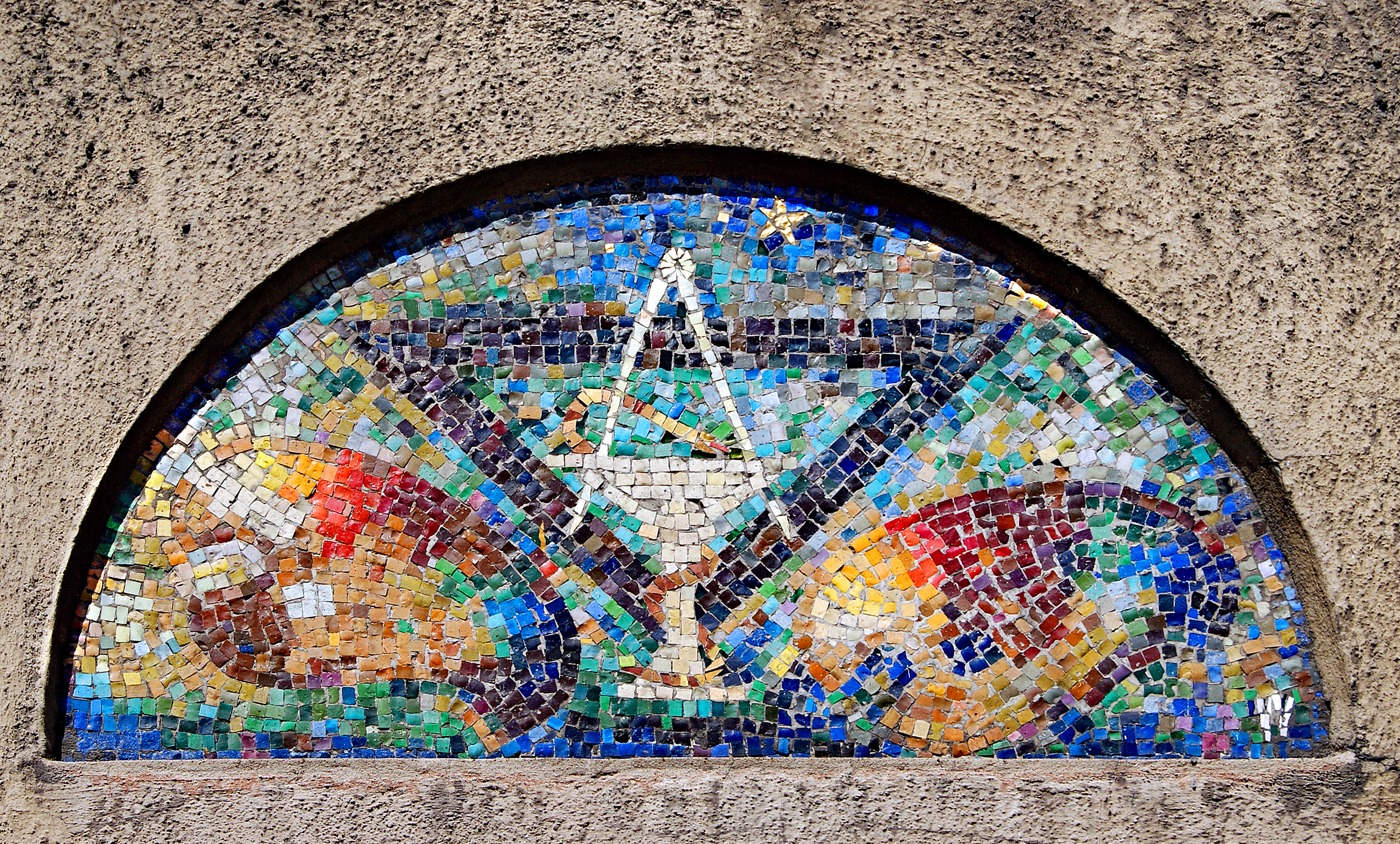
Willa Wojciecha Weissa w Krakowie, mozaika nad wejściem.
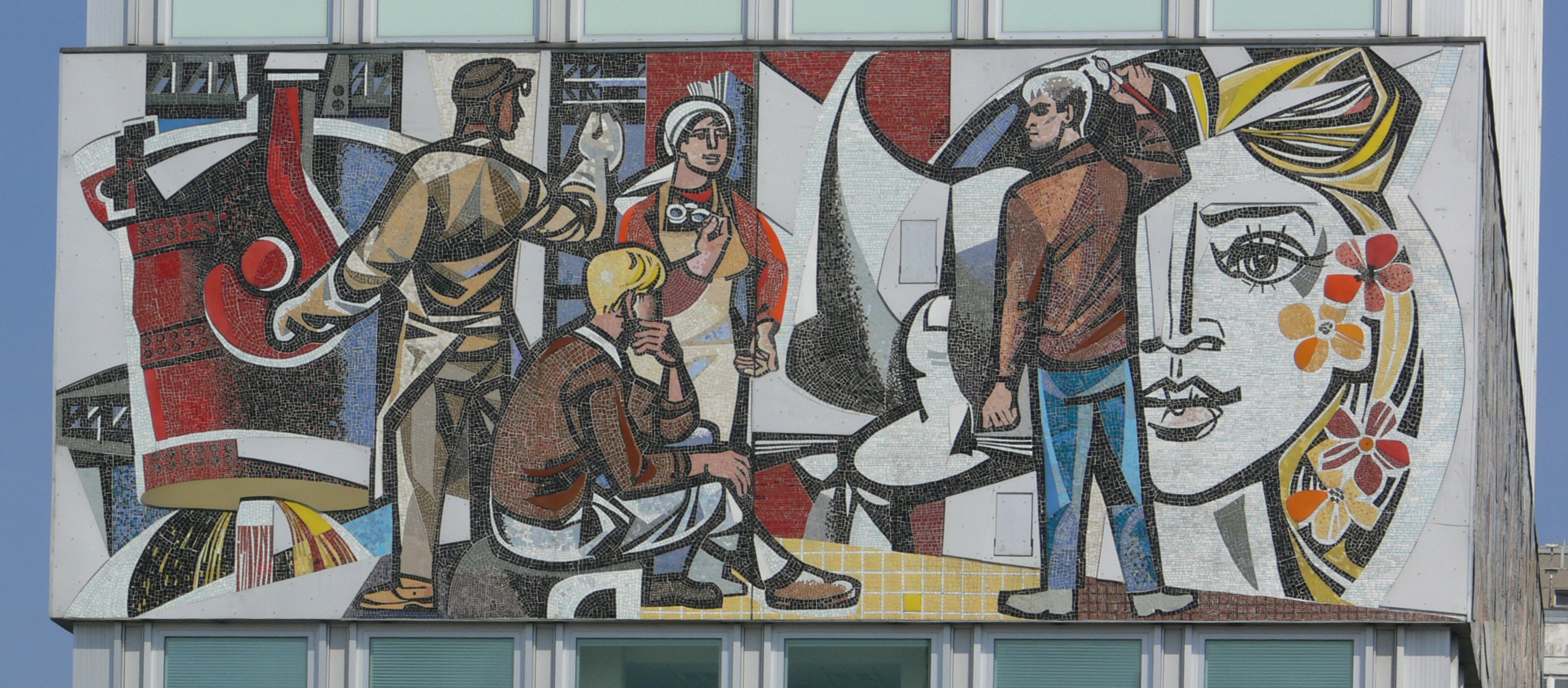
Mozaika Nasze Życie w formie fryzu na modernistycznym wieżowcu w Berlinie.
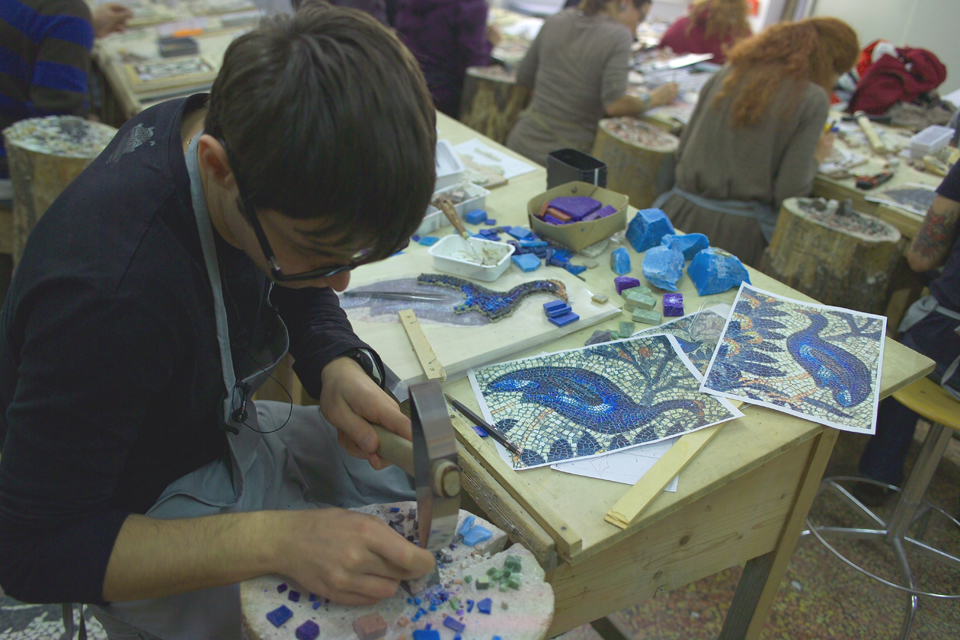
Tworzenie mozaiki